# José de Castro Ferreira
José de Castro Ferreira (Carmo do Rio Claro, 17 de julho de 1934 – Belo Horizonte, 7 de outubro de 2005) foi um advogado e político brasileiro do estado de Minas Gerais.
Ferreira foi deputado estadual de Minas Gerais (5ª legislatura - 1963 a 1967), deputado federal, último consultor-geral da República e o primeiro Advogado Geral da União, no governo Itamar Franco , em 1992. No mesmo ano, surgiu a rede de escritórios de advocacia "José de Castro Ferreira, Décio Freire & Associados" com dois escritórios, no Rio de Janeiro e em Belo Horizonte. Foi também Presidente da TELERJ de 1993 a 1994.
Na Associação Comercial, José de Castro Ferreira, foi convocado a assumir a vice-presidência da Divisão Jurídica no biênio 97/99. Ao final do mandato, em agosto de 1999, foi eleito diretor da Casa do Empresário e, um mês depois, escolhido pelo Conselho Superior para ocupar a cadeira de Benemérito da Instituição.